# カコミスル
カコミスル（Cacomistle）はネコ目（食肉目）アライグマ科カコミスル属に属する哺乳類の一種で、北米の乾燥地帯を原産とする。

## 名称
「カコミスル（Cacomistle）」という名称はナワトル語のtlahcomiztli（tlahco「半分」+miztli「ピューマ」）を語源とする。
英語では"Cacomistle"は寧ろ同属異種のクロアシカコミスル（B. sumichrasti）を指す事が多く、一般的には"ringtail"と呼ばれる他、 "ringtail cat"、 "ring-tailed cat"、"miner's cat"とも呼ばれる。また”civet cat（ジャコウネコ）"と誤解されて呼ばれることもある。

## 身体的特徴
淡黄褐色から濃褐色で下部が白い体色で、14-16条の鮮やかな黒白の縞模様の尾を有する 尾は体よりも長い。爪は短くまっすぐで、半分引っ込めることができる。
目は大きく、紫色で、明色の毛皮の斑に囲まれる。ネコよりも小さく、体長30-42cm、尾の長さ31-44cmで体重0.8-1.5kg。毛皮目的に狩られるが特に価値がある訳ではない。
踵の関節は柔軟で180度以上回転させることができ、この特徴によって素早い登攀能力が備わっている。大きな尾によって狭い足場でもバランスを取り、側転で方向転換も可能にする。また、二つの壁の間に突っ張って（全ての肢を片方の壁にし背を反対側にするか、または、左の肢2本で左の壁に右の肢2本で右の壁に支える）登ったり、より広い割れ目では両側の壁の間を飛び跳ねて登ることもできる。

## 生息地

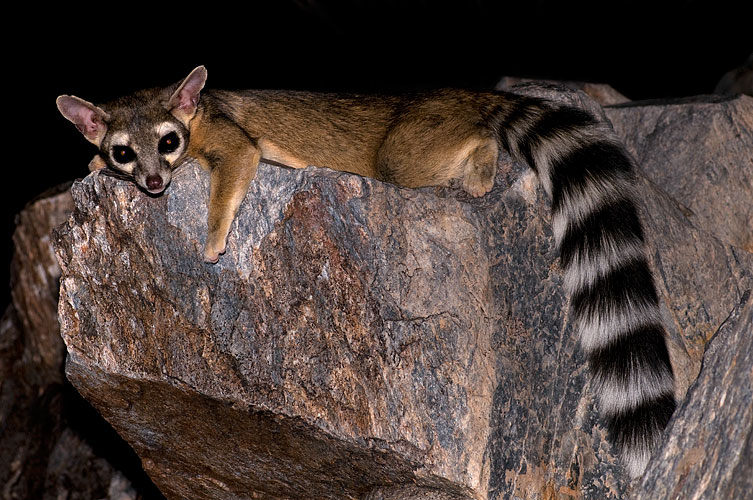
アリゾナ州フェニックスのカコミスル

カリフォルニア、コロラド、カンザス東部、オクラホマ、オレゴン、アリゾナ、ニューメキシコ、ネバダ南部、テキサス、ユタおよび北部および中部メキシコ全域に見られる。クロアシカコミスルとはメキシコのゲレロ、オアハカ、ベラクルスの各州で分布が重なる。グレートベースン砂漠やソノラ砂漠などの砂漠に生息。河岸の渓谷地帯、洞窟、坑道といった水場に近い岩石地帯を好み、木の洞や破棄された木製の建造物に棲み付く。
アリゾナ州では州獣に指定されている。

## 繁殖
交尾は春に行われる。妊娠期間は45-50日、その間雄は雌のために餌を取ってくる。一回の出産で2-4匹の仔が産まれる。幼獣は1ヶ月で目が開き、4ヶ月で自力で狩りをするようになる。性成熟は10ヶ月。野生での寿命は約7年。

## 飼育

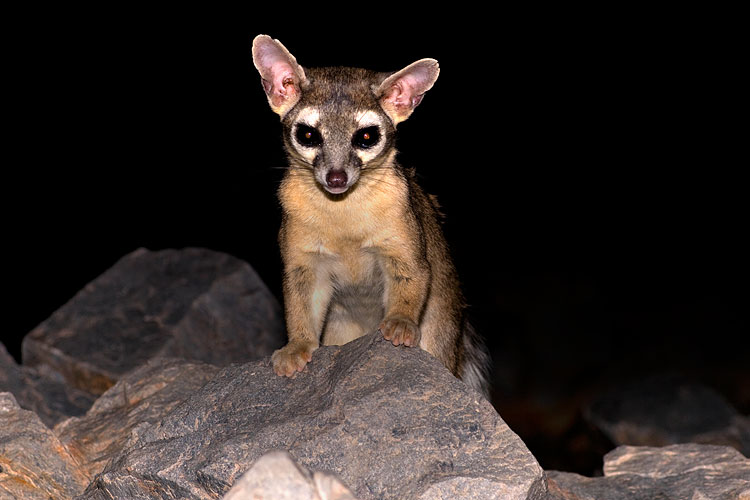
アリゾナ州フェニックスのカコミスル

人慣れしやすく、愛玩動物や優秀なネズミ捕りとなりうる。鉱夫が小屋の害虫・ネズミ駆除のために飼育したため、"Miner's cat"という俗称がある。

## 参考資料
1. ↑  Timm, R., Reid, F. & Helgen, K. (2008). "Bassariscus astutus". IUCN Red List of Threatened Species. Version 2008. International Union for Conservation of Nature. 2009年1月26日閲覧。
2. ↑  “Cacomistle - Definition and More from the Free Merriam-Webster Dictionary”.  Merriam-Webster. 2012年9月9日閲覧。
3. 1 2  “Ringtail - Mammalia Reference Library - redOrbit”.   redOrbit. 2012年9月9日閲覧。
4. 1 2  Lu, Julie. “The Biogeography of Ringtailed Cats”.   San Francisco University. 2010年12月閲覧。
5. 1 2  Poglayen-Neuwall, Ivo; Toweill, Dale E. (1988). “Bassariscus astutus”. Mammalian Species (327).
6. ↑  Williams, David B. “Ringtail Cat (Bassariscus astutus)”.   DesertUSA.com. 2010年12月閲覧。

- Nowak, Ronald M. (2005). Walker's Carnivores of the World. Baltimore: Johns Hopkins University Press. ISBN 0-8018-8032-7